# Forze Democratiche per la liberazione del Ruanda
Forze Democratiche per la liberazione del Ruanda, spesso definito semplicemente come FDLR, è il principale gruppo residuo di ribelli ruandesi aderenti alla dottrina dell'Hutu Power, operante nella parte orientale della Repubblica Democratica del Congo; coinvolto nei combattimenti della seconda guerra del Congo fin dalla sua fondazione il 30 settembre 2000 (dopo negoziati tra l'Esercito per la Liberazione del Ruanda e il comando militare Hutu residuo), il gruppo è ancora in attività. Le FDLR sono formate quasi interamente da Hutu, che si oppongono ai Tutsi per il dominio su questa zona del Congo. Paul Rwarakabije è stato nominato comandante in capo di tutta la forza.
A partire dal dicembre 2009, Sylvestre Mudacumura, precedentemente vice comandante della guardia presidenziale ruandese nel 1994, è il capo di tutte le forze militari della FDLR. Il FDLR ha avuto una parziale scissione dopo che fu creato il ramo armato UFAC nel settembre del 2003.
Come Sylvestre Mudacumura, i leader delL'FDLR sono stati personalmente incriminati per i fatti del genocidio ruandese e/o accusati di dirigere un'organizzazione terroristica riconosciuta a livello internazionale. Per questa ragione la leadership dell'FDLR continua con la lotta armata e a sviluppare piani per operazioni militari volte a rovesciare il governo ruandese, nonostante gli scarsi risultati ottenuti.
Secondo il Centro Nazionale Antiterrorismo degli Stati Uniti d'America, le FDLR sono il probabile responsabile di circa una dozzina di attentati terroristici commessi nel 2009, che hanno ucciso centinaia di persone nel Congo orientale.
In data 22 febbraio 2021 sembra siano responsabili dell'uccisione dell'ambasciatore italiano, dell'autista e del carabiniere di scorta che stavano operando nell'ambito di un'operazione FAO.